# Edmund Heusinger
Edmund Heusinger von Waldegg (12. května 1817, Bad Schwalbbach – 2. února 1886, Hannover) byl německý železniční konstruktér, jeden z vynálezců nejrozšířenějšího druhu lokomotivního rozvodu.

## Život
V roce 1841 se stal dílovedoucím na stavbě železnice z Frankfurtu do Wiesbadenu (Taunusbahn). V roce 1854 získal zakázku na stavbu železnice z Frankfurtu do lázeňského města Homburg (Homburger Bahn).
Po něm později pojmenovaný rozvod popsal už v roce 1849 nezávisle na druhém objeviteli, inženýru Egide Walschaertsovi. Jeho vynález se sice prosazoval pomalu, ale zhruba od roku 1890 až do konce parní éry se už prakticky nepoužíval jiný typ.